# Джек Батлер
Джон Денніс "Джек" Батлер (англ. John Dennis "Jack" Butler, 14 серпня 1894, Коломбо — 5 січня 1961, Лондон) — англійський футболіст, що грав на позиції нападника, зокрема, за клуб «Арсенал», а також національну збірну Англії. По завершенні ігрової кар'єри — тренер.

## Клубна кар'єра
Народився 14 серпня 1894 року в місті Коломбо. Вихованець юнацьких команд футбольних клубів «Дартфорд» і «Фулгем Тьюсдей».
У футболі дебютував 1913 року виступами за команду «Фулгем», в якій провів один сезон. 
Своєю грою за цю команду привернув увагу представників тренерського штабу клубу «Арсенал», до складу якого приєднався 1914 року. Відіграв за «канонірів» наступні шістнадцять сезонів своєї ігрової кар'єри.
Завершив професійну ігрову кар'єру у клубі «Торкі Юнайтед», за команду якого виступав протягом 1930—1932 років.

## Виступи за збірну
8 грудня 1924 року дебютував в офіційних матчах у складі національної збірної Англії, провівши свій єдиний матч в її складі. У товариському матчі англійці перемогли збірну Бельгії з рахунком 4-0.

## Кар'єра тренера
Розпочав тренерську кар'єру відразу ж по завершенні кар'єри гравця, 1932 року, очоливши тренерський штаб клубу «Ройаль Даринг».
1935 року став головним тренером збірної команди Бельгії, яку тренував протягом п'яти років. Очолював "червоних дияволів" на чемпіонаті світу 1938 року у Франції, де його команда програла господарям першості (1-3).
Протягом частини 1946 року тренував збірну Данії, а згодом протягом 1947–1949 років очолював тренерський штаб клубу «Крістал Пелес».
Протягом тренерської кар'єри також очолював команду «Торкі Юнайтед».
Останнім місцем тренерської роботи був клуб «Колчестер Юнайтед», головним тренером команди якого Джек Батлер був з 1953 по 1955 рік.
Помер 5 січня 1961 року на 67-му році життя.